# Noémi Szécsi
Noémi Szécsi (maďarsky Szécsi Noémi; * 29. března 1976 Szentes) je maďarská spisovatelka a také překladatelka z finštiny. V roce 2009 se stala laureátkou Ceny Evropské unie za literaturu.
Je autorkou prozaických děl Finnugor vámpír, Kommunista Monte Cristo, či Gondolatolvasó.